# Meseta misionera
La Meseta misionera se ubica  en el extremo noreste de la Argentina. Esta forma parte de un sistema más grande de mesetas. El Relieve: La meseta misionera presenta un relieve abovedado suavemente ondulado, con pendiente hacia los ríos Uruguay y Paraná. Estos ríos tienen una serie de afluentes que erosionaron a la meseta y le dieron forma de sierra, denominado sierras de Misiones y Victoria. La mayor altura de estas sierras es el Cerro Alegría, de 843 metros sobre el nivel del mar. Los afloramientos de rocas duras, cobres o areniscas provocan saltos y cascadas en los ríos, como es el caso del río Uruguay, con sus saltos del
Moconá. Los suelos que la componen son rojos, debido a la oxidación de la rocas volcánicas, que presentan un alto porcentaje de hierro. Estos suelos son de media fertilidad, pero se erosionan fácilmente por las tormentas abundantes, la sobre explotación mediante el monocultivo, las inadecuadas técnicas agrícolas y por la tala indiscriminada de la selva misionera. Originariamente la selva misionera cubría totalmente la meseta, pero ha sido sustituida en gran parte por plantaciones tropicales, tales como yerba mate, té, tang y eucalipto. También ocupa una gran parte antigua de los basamentos del macizo Brasilia.
El clima de la meseta misionera es cálido, subtropical y sin estación seca. Con bioma de selva y bosque subtropical, además de una amplia variedad de flora y fauna endémica.

## Hidrogeografía
Los mares de la meseta son cortos y torrentosos, corren paralelos entre sí y descienden de las serranías centrales.
Los más caudalosos son el Soberbio, Yabatí, Piray Miní y Urugua-í, sobre el cual se proyecta construir una represa hidroeléctrica.

## Ganadería
Se concentra en los campos de  la zona limítrofe misionero-correntína.
Se crían razas criollas y mestizos de cebú. Desde hace unos años se establecieron cabañas para lograr mestizos de cebú, por el aumento de la demanda de esa raza, adaptada al medio tropical y subtropical. Esto obligó a la mejora de las pasturas y a la utilización de rastrojos de soja.
Para consumo local se crían porcinos y aves, ya que predominan más de 400 especies de estas.
La pesca comercial se realiza en ELdorado, Libertador General San Martín y Puerto Libertad. Se obtienen dorados, surubíes y patíes.
- Datos: Q6011380